# Leipzig Kings 2021
Questa voce raccoglie le informazioni riguardanti i Leipzig Kings nelle competizioni ufficiali della stagione 2021.

## Roster
| Roster dei Leipzig Kings (2021) |
| --- |
| Quarterback - 3 Michael Birdsong - 15 Tom van Duijn Running Back - 2 Jason Aguemon - 22 Raymond Sobowale - 23 Moritz Herzel - 24 Tony Kulok - 27 Luc Schneider Wide Receiver - 6 Timothy Knüttel - 8 Alpha Jalloh - 11 Anthony Dablé-Wolf - 12 Jaleel Awini WR/QB - 80 Markus Riedel - 81 Antonio Fischer - 82 Jeremy Lang - 83 Joshua Lang - 84 Yoshihito Ōmi - 89 Nils Baeumer Offensive Linemen - 70 Shalom Baafi - 71 Florian Barthel - 72 Jonas Hagerup - 73 Max Bruder - 74 Tilman Brütsch - 75 Sven Hinrichs - 76 Per Kristian Molberg - 77 Robert Kalke - 78 Christoph Schob - 79 Viktor Weiderspahn Defensive Linemen - 42 Philipp Mingerzahn DL/LB - 56 Lance Leota - 90 Steven Kühne - 91 Dustin Dennerlein - 92 Aslan Zetterberg - 93 Christopher Hans - 99 Vincent Buffet Linebacker - 40 Olav Røhnebæk - 47 Maximilian Fitz - 48 Luca Lampe - 51 Mirko Parnow - 52 Chris Schlack - 53 Pascal Topolewski - 54 Martin Strauss Defensive Back - 4 Roedion Henrique - 7 Benhwoll Tchiyoko - 10 Shida Wang - 17 Simon Braun DB/WR - 21 Daniel Docal - 25 Anastassiadis Kiriakos - 26 Florian Borger DB/LB - 33 Paul Meissner DB/LB Special Team - 1 Jacob Templar P/WR - 85 Marcel Ulbrich K/WR Coaching staff Fred Armstrong (HC) |

## European League of Football 2021

### Stagione regolare
| Arbitri: | T. Denker M. Kattillus M. Berger B. Schaumberg A. Gurbiersch C. Beckmann E. Christensen H. Neumann |

| |           | |
| Ndongo 11':38" Q1 (TD) 83yd pass from Stitt Rieger 6':39" Q1 (FG) 33yd Zerbe 1':49" Q2 (TD) 7yd pass from Stitt Jones 5':21" Q4 (TD) 12yd pass from Stitt Jones 0':11" Q4 (TD) 13yd pass from Stitt | Marcatori | Jalloh 11':38" Q1 (saf) PAT return Knüttel 0':03" Q1 (TD) 16yd pass from Birdsong Ulbrich Q1 (pat) Knüttel 10':14" Q2 (TD) 10yd pass from Birdsong Omi 4':14" Q2 (TD) 12yd pass from Birdsong Ulbrich Q2 (pat) Jalloh 1':41" Q2 (TD) 93yd kickoff return Ulbrich Q2 (pat) Team 8':40" Q3 (saf) Templar 2':18" Q3 (TD) 17yd pass from Birdsong |

| Arbitri: | Ratajczak M. Szczepanski B. Marciniak Przybyła |

| |           | |
| Robinson Q1 (TD) 65yd field goal return Pańczyszyn Q1 (pat) Mazan Q1 (TD) 4yd pass from O'Connor Pańczyszyn Q1 (pat) Banat Q2 (TD) 3yd pass from O'Connor Zięba Q2 (TD) 20yd pass from O'Connor Zięba Q2 (TD) 11yd pass from O'Connor Pańczyszyn Q2 (pat) Pasqualini Q3 (TD) 8yd run Pańczyszyn Q3 (pat) Pasqualini Q3 (TD) 28yd run Pańczyszyn Q3 (pat) Kwiatkowski Q4 (TD) 25yd run Pańczyszyn Q4 (pat) | Marcatori | Knüttel Q1 (TD) 27yd pass from Birdsong Sobowale Q2 (TD) 8yd pass from Birdsong Sobowale Q2 (tpc) pass from Birdsong Awini Q3 (TD) 10yd pass from Birdsong Q3 (tpc) rush Jalloh Q3 (TD) 92yd kickoff return |

| Lipsia 4 luglio 2021, ore 15:00 3ª giornata | Leipzig Kings | 47 – 48 (7-14 14-13 19-7 7-14) referto | Cologne Centurions | Alfred-Kunze-Sportpark |
| Jalloh 13':20" Q1 ( TD ) 68yd pass from Awini Ulbrich Q1 ( pat ) Knüttel 4':12" Q2 ( TD ) 55yd pass from Awini Sobowale 1':10" Q2 ( TD ) 12yd run Jalloh Q2 ( tpc ) pass from Awini Dablé-Wolf 11':54" Q3 ( TD ) 20yd pass from Awini Sobowale 6':44" Q3 ( TD ) 28yd run Ulbrich Q3 ( pat ) Dablé-Wolf 0':49" Q3 ( TD ) 43yd pass from Awini Awini 8':20" Q4 ( TD ) 3yd run Ulbrich Q4 ( pat ) Marcatori Pounds 12':04" Q1 ( TD ) 50yd pass from J. Weinreich Schuhmacher Q1 ( pat ) London 7':14" Q1 ( TD ) 3yd run Schuhmacher Q1 ( pat ) Poetsch 11':57" Q2 ( TD ) 3yd run Schuhmacher Q2 ( pat ) London 3':10" Q2 ( TD ) 60yd run London 2':21" Q3 ( TD ) 1yd run Schuhmacher Q3 ( pat ) London 14':18" Q4 ( TD ) 6yd run Eichhorn 7':02" Q4 ( TD ) 57yd pass from J. Weinreich J. Weinreich Q4 ( tpc ) pass from J. Weinreich |               | |                    |                        |
| |               | |                    |                        |
| Jalloh 13':20" Q1 (TD) 68yd pass from Awini Ulbrich Q1 (pat) Knüttel 4':12" Q2 (TD) 55yd pass from Awini Sobowale 1':10" Q2 (TD) 12yd run Jalloh Q2 (tpc) pass from Awini Dablé-Wolf 11':54" Q3 (TD) 20yd pass from Awini Sobowale 6':44" Q3 (TD) 28yd run Ulbrich Q3 (pat) Dablé-Wolf 0':49" Q3 (TD) 43yd pass from Awini 8':20" Q4 (TD) 3yd run Ulbrich Q4 (pat) | Marcatori     | Pounds 12':04" Q1 (TD) 50yd pass from J. Weinreich Schuhmacher Q1 (pat) London 7':14" Q1 (TD) 3yd run Schuhmacher Q1 (pat) Poetsch 11':57" Q2 (TD) 3yd run Schuhmacher Q2 (pat) London 3':10" Q2 (TD) 60yd run London 2':21" Q3 (TD) 1yd run Schuhmacher Q3 (pat) London 14':18" Q4 (TD) 6yd run Eichhorn 7':02" Q4 (TD) 57yd pass from J. Weinreich Q4 (tpc) pass from J. Weinreich |                    |                        |

| Arbitri: | Hamiko D. Clemence R. Lewis A. Nagel Scott N. Lakowitz A. Flaisch-J. |

| |           | |
| Shannon 14':41" Q2 (TD) 1yd run Shannon 2':38" Q2 (TD) 11yd run Pein 14':07" Q4 (TD) 13yd run Bronn Q4 (pat) Meza 1':04" Q4 (TD) 14yd pass from Gfeller Yankson Q4 (tpc) rush | Marcatori | Omi 11':26" Q1 (TD) 26yd pass from van Duijn Jalloh 11':14" Q1 (TD) 44yd interception return Jalloh 2':21" Q2 (TD) 100yd kickoff return Jalloh 3':11" Q3 (TD) 45yd pass from van Duijn |

| Arbitri: | T. Denker M. Kattillus Horak Pachulski P. Simon Hameder V. Kriesman |

|  |           | |
|  | Marcatori | Johnson 9':46" Q1 (TD) 4yd run Andersen Q1 (pat) Botella Moreno 9':16" Q2 (TD) 5yd pass from Clark Andersen Q2 (pat) Rogers 6':35" Q2 (TD) 63yd punt return Andersen Q2 (pat) Yeboah 5':34" Q2 (TD) 21yd fumble recovery Andersen Q2 (pat) Andersen 0':31" Q2 (FG) 50yd Mau 6':58" Q3 (TD) 26yd pass from Clark Andersen Q3 (pat) Hummel 1':44" Q3 (TD) 9yd run Andersen Q3 (pat) Rogers 14':34" Q4 (TD) 69yd punt return Andersen Q4 (pat) Andersen 6':40" Q4 (FG) 40yd |

| Arbitri: | M. Scholz B. Hansen K. Haltermann Pachulski P. Simon Hameder V. Kriesman |

| |           | |
| Knüttel Q2 (TD) 27yd pass from Birdsong Aguemon Q2 (TD) 6yd run Dablé-Wolf Q2 (tpc) pass from Birdsong Jalloh Q2 (TD) 36yd pass from Birdsong Ulbrich Q2 (pat) Knüttel Q2 (TD) 20yd pass from Birdsong Templar Q4 (TD) 24yd run Dablé-Wolf Q4 (tpc) pass from Birdsong Team Q4 (saf) punt return -7yd to the 0yd | Marcatori | Jones Q2 (TD) 13yd pass from Zerbe Crawford Q2 (tpc) rush Stitt Q4 (TD) 5yd run Drossard Q4 (tpc) pass from Stitt Q4 (TD) 2yd run Jones Q4 (tpc) pass from Stitt |

| Arbitri: | Denker M. Kattilus M. Burzec A. Nagel P. Simon M. Hoffmann Hameder |

| |           | |
| Aguemon 10':58" Q2 (TD) 23yd pass from Birdsong Dablé-Wolf Q2 (tpc) pass from Birdsong Aguemon 4':24" Q2 (TD) 8yd run Knüttel 0':32" Q2 (TD) 33yd pass from Birdsong Dablé-Wolf Q2 (tpc) pass from Birdsong Dablé-Wolf 10':20" Q3 (TD) 24yd pass from Birdsong Ulbrich Q3 (pat) Knüttel 4':35" Q3 (TD) 25yd pass from Birdsong Schneider 13':57" Q4 (TD) 6yd pass from Birdsong Ulbrich Q4 (pat) Jalloh 9':09" Q4 (TD) 2yd pass from Awini Ulbrich Q4 (pat) | Marcatori | Steigerwald 0':31" Q1 (TD) 7yd pass from Ellis Hauser 12':25" Q3 (FG) 15yd Moukouri 6':23" Q4 (TD) 12yd run Hauser Q4 (pat) Rofalski 1':03" Q4 (TD) 2yd pass from Ellis Hauser Q4 (pat) |

| Arbitro: | Denker |

| |           | |
| Lenhardt 14':10" Q1 (TD) 18yd pass from J. Weinreich Schuhmacher Q1 (pat) Team 1':55" Q1 (saf) punt blocked on the 0yd London 13':42" Q2 (TD) 4yd run Schuhmacher Q2 (pat) Ngovo 3':17" Q4 (TD) 5yd run Nowak Q4 (tpc) rush | Marcatori | Dablé-Wolf 10':13" Q1 (TD) 8yd pass from Birdsong Ulbrich Q1 (pat) Kitchens 9':50" Q1 (TD) 4yd pass from Birdsong Doroshev 0':01" Q2 (TD) 2yd pass from Birdsong Ulbrich Q2 (pat) Aguemon 5':44" Q3 (TD) 40yd run C. Roemer 3':00" Q3 (TD) 20yd pass from Birdsong Awini Q3 (tpc) pass from Birdsong Awini 14':37" Q4 (TD) 48yd pass from Birdsong Aguemon Q4 (tpc) rush |

| Arbitri: | Denker M. Kattilus K. Haltermann Jurzyk M. Hoffmann E. Christensen M. Berger |

| |           | |
| Ampaw 12':58" Q1 (TD) 4yd run Andersen Q1 (pat) Nill 14':57" Q2 (TD) 5yd pass from Ceesay Andersen Q2 (pat) Andersen 7':13" Q2 (FG) 59yd | Marcatori | Jalloh 3':17" Q3 (TD) 24yd run Knüttel 12':10" Q4 (TD) 19yd pass from Birdsong Knüttel 1':13" Q4 (TD) 13yd pass from Birdsong |

| Arbitri: | Ratajczak B. Hansen K. Haltermann Pachulski Simon Hameder Kriesman |

| |           | |
| Knüttel 1':54" Q2 (TD) 20yd pass from Birdsong Ulbrich Q2 (pat) Knüttel 1':45" Q4 (TD) 28yd pass from Birdsong | Marcatori | Turpin 12':01" Q1 (TD) 1yd pass from O'Connor Leader Q1 (pat) Pasqualini 5':14" Q3 (TD) 6yd run Leader Q3 (pat) Pasqualini 12':00" Q4 (TD) 1yd run Leader Q4 (pat) |

## Statistiche di squadra
| Competizione | %Vittorie | In casa | In casa | In casa | In casa | In casa | In casa | In trasferta | In trasferta | In trasferta | In trasferta | In trasferta | In trasferta | Totale | Totale | Totale | Totale | Totale | Totale |
| Competizione | %Vittorie | G       | V       | N       | P       | Pf      | Ps      | G            | V            | N            | P            | Pf           | Ps           | G      | V      | N      | P      | Pf     | Ps     |
| ------------ | --------- | ------- | ------- | ------- | ------- | ------- | ------- | ------------ | ------------ | ------------ | ------------ | ------------ | ------------ | ------ | ------ | ------ | ------ | ------ | ------ |
| Campionato   | .500      | 5       | 2       | 0       | 3       | 146     | 171     | 5            | 3            | 0            | 2            | 149          | 149          | 10     | 5      | 0      | 5      | 295    | 320    |
| Totale       | .500      | 5       | 2       | 0       | 3       | 146     | 171     | 5            | 3            | 0            | 2            | 149          | 149          | 10     | 5      | 0      | 5      | 295    | 320    |

## Statistiche personali

### Marcatori
| Giocatore  | Ruolo | TD rush | TD recv | TD int | TD p.ret | TD k.ret | TD oth | Xp1 | Xp2 | FG | Saf | Totale |
| ---------- | ----- | ------- | ------- | ------ | -------- | -------- | ------ | --- | --- | -- | --- | ------ |
| Knüttel    |       | 0       | 12      | 0      | 0        | 0        | 0      | 0   | 0   | 0  | 0   | 72     |
| Jalloh     |       | 1       | 4       | 1      | 0        | 3        | 0      | 0   | 1   | 0  | 1   | 58     |
| Dablé-Wolf |       | 0       | 4       | 0      | 0        | 0        | 0      | 0   | 4   | 0  | 0   | 32     |
| Aguemon    |       | 3       | 1       | 0      | 0        | 0        | 0      | 0   | 1   | 0  | 0   | 26     |
| Awini      |       | 1       | 2       | 0      | 0        | 0        | 0      | 0   | 1   | 0  | 0   | 20     |
| Sobowale   |       | 2       | 1       | 0      | 0        | 0        | 0      | 0   | 1   | 0  | 0   | 20     |
| Ulbrich    |       | 0       | 0       | 0      | 0        | 0        | 0      | 13  | 0   | 0  | 0   | 13     |
| Omi        |       | 0       | 2       | 0      | 0        | 0        | 0      | 0   | 0   | 0  | 0   | 12     |
| Templar    |       | 1       | 1       | 0      | 0        | 0        | 0      | 0   | 0   | 0  | 0   | 12     |
| Doroshev   |       | 0       | 1       | 0      | 0        | 0        | 0      | 0   | 0   | 0  | 0   | 6      |
| Kitchens   |       | 0       | 1       | 0      | 0        | 0        | 0      | 0   | 0   | 0  | 0   | 6      |
| C. Roemer  |       | 0       | 1       | 0      | 0        | 0        | 0      | 0   | 0   | 0  | 0   | 6      |
| Schneider  |       | 0       | 1       | 0      | 0        | 0        | 0      | 0   | 0   | 0  | 0   | 6      |
| Team       |       | 0       | 0       | 0      | 0        | 0        | 0      | 0   | 0   | 0  | 2   | 4      |
| Birdsong   |       | 0       | 0       | 0      | 0        | 0        | 0      | 0   | 1   | 0  | 0   | 2      |

### Passer rating
| Giocatore | G | Att | Comp | Int | Yds  | TD | NFL    | NCAA   |
| --------- | - | --- | ---- | --- | ---- | -- | ------ | ------ |
| Birdsong  | 6 | 182 | 126  | 6   | 1269 | 21 | 113,55 | 159,28 |
| van Duijn | 3 | 56  | 34   | 0   | 461  | 2  | 98,88  | 141,65 |
| Awini     | 4 | 71  | 38   | 4   | 527  | 5  | 77,61  | 127,84 |
| Aguemon   | 1 | 1   | 1    | 0   | 10   | 0  |        |        |
| Team      | 4 | 0   | 0    | 0   | -144 | 0  |        |        |